# Nathan ben Yehiel
Nathan ben Yehiel Anav de Rome (hébreu : נתן בן יחיאל מרומי, Nathan ben Yeheil MiRomi) est un lexicographe italien du XIe siècle (Rome, c. 1035 - 1106). Il est fameux pour avoir composé l’Aroukh, grand lexique talmudique achevé en 1101.

## Biographie
Les circonstances de sa vie ne semblent connues que par quelques vers autobiographiques présents dans la première édition de son dictionnaire. Elle apparaît fort triste bien qu'il soit issu de la famille 'Anaw (Degli Mansi), une famille notable du judaïsme italien. Son père, Yehiel ben Abraham, était un rabbin et un poète liturgique. Cependant, Nathan n'a pas commencé sa vie en étudiant la Torah mais en étant colporteur en tissus, une occupation considérée comme indigne. Sa vie privée fut tragique puisqu'il perdit ses cinq enfants dans leur jeune âge. Mais la mort de son employeur l'amène à abandonner le commerce pour l'étude de la Torah. De retour à la maison familiale, son père lui transmet sa science avant qu'il ne parte se perfectionner auprès de maîtres étrangers. Nathan va d'abord en Sicile où il reçoit l'enseignement de Masliah ibn al-Bazak qui lui-même venait d'achever son séjour auprès de Haï, le dernier des Gueonim de Poumbedita, en Babylonie. Puis il va à Narbonne où il est l'élève de Moshe hadarshan. Lors de son voyage de retour vers Rome, il séjourne dans plusieurs yechivot italiennes, notamment à Pavie puis à Bari. Il atteint Rome avant la mort de son père en 1070, ce qui lui de permet la simplicité de rite funéraire qu'il a préconisée. La présidence du collège rabbinique de Rome est alors dévolue aux 3 fils de Yehiel ben Abraham, Daniel, Nathan et Abraham. Daniel, l'aîné, semble avoir composé un commentaire de la section Zera'im de la Mishna, souvent cité dans l'Aroukh. Il a des relations amicales averc les théologiens chrétiens. Les trois frères sont rapidement reconnus comme autorités dans l'étude de la Loi, comme le montrent les nombreuses questions qui leur sont adressées. Leur correspondant le plus fréquent est Salomon ben Isaac, un savant italien à ne pas confondre avec Rachi.
Nathan, père endeuillé qui avait perdu cinq enfants, chercha la consolation dans la philanthropie et l'étude. En 1085, il fait construire un mikvé puis 17 ans plus tard, en septembre 1101, avec ses frères, une magnifique synagogue. C'est en février suivant, en 1102, qu'il achève le sujet de ses études, l'Aroukh.

## L'Aroukh

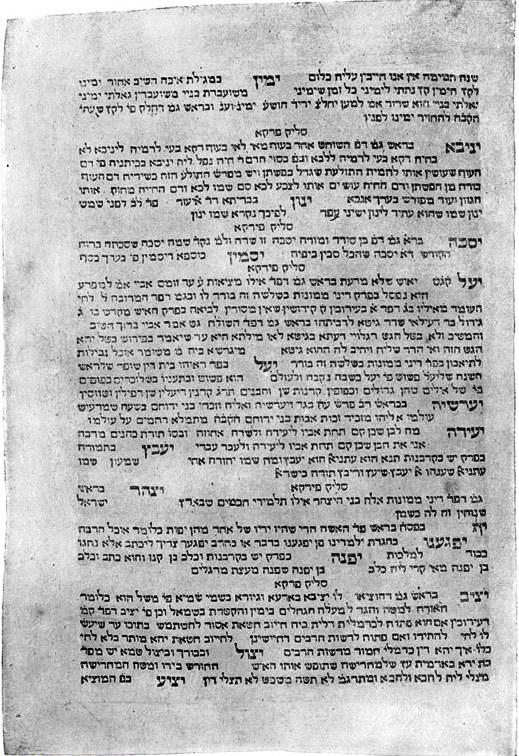
Première page de la première édition de l'Aroukh (environ 1480)

Les sources de cette œuvre sont nombreuses. Outre probablement l'Aroukh de Ẓemaḥ ben Palṭoï, il utilisa bien d'autres ouvrages et tout particulièrement l'enseignement qu'il avait reçu oralement ou par écrit de Masliah et de Moshe hadarshan, qui lui-même était le dépositaire de l'enseignement babylonien de Haï. Il a cité des centaines d'autres livres et particulièrement Rabbi Gershom de Mayence, même s'il n'a pas été son disciple personnel. De même, il utilise largement les œuvres des rabbins de Kairouan Hananel ben Houshiel et Nissim ben Jacob et celles de Haï Gaon.

### Méthodologie et portée
En constatant que la structure de l'Aroukh est faite de tant de parties si différentes, il est difficile de décider si l'auteur possédait toute la science linguistique qui y paraît. Personne ne peut nier l'esprit de recherche philologique remarquable pour une époque où l'on ignorait encore la science de la linguistique. Ses citations fréquentes de ses nombreuses lectures sont remarquables et sa grande connaissance de la littérature lui évite des erreurs d'étymologie flagrantes. En outre, la multitude des langues maîtrisées par l'auteur de l'Aroukh est prodigieuse, même pour une époque où beaucoup étaient polyglottes. On trouve dans l'Aroukh de l'araméen non juif, à côté de l'arabe, du grec, du perse et du latin alors même que l'italien semble aussi familier à l'auteur que les différentes formes du style rabbinique. Cette multiplicité de langues est maintenant considérée comme caractéristique de cette compilation très diverse. Et on rend maintenant plus hommage aux auteurs qu'il cite qu'à Nathan lui-même. S'il connaissait superficiellement le latin et le grec pour le premier proche de l'italien et pour le second encore parlé à l'époque en Italie du sud, s'il avait une connaissance empirique de l'arabe et s'il était familier de l'italien, on peut cependant affirmer que toutes les étymologies qu'il cite sont compilées à partir de ses nombreuses sources. Pour cette raison, les mêmes dialectes sont cités sous des noms différents employés par divers auteurs, peut-être même à l'insu de l'auteur. Ainsi la langue arabe apparaît-elle sous trois noms différents, sans que Nathan ne soit conscient que ce sont des synonymes. De même, l'hébreu et les dialectes rabbiniques qu'il utilise sont marqués par une grande polyonymie. Quant à l'origine des mots hébreux, Nathan ne se tient pas au principe des racines trilitères 
établi par Juda ben David Hayyuj et tenu pour une règle par les grammairiens espagnols. Comme la majorité des rabbins français et allemands, il considérait que deux lettres et parfois une seule étaient suffisantes pour constituer une racine hébraïque.

### Son importance
L'Aroukh est un monument significatif de l'histoire de la culture. Outre sa valeur purement scientifique de dépôt des interprétations et des titres de nombreux ouvrages perdus, il est important comme la seule production littéraire des Juifs italiens de l'époque. Même si ce n'est principalement qu'une compilation, c'est un des plus notables témoignages de la science médiévale.
Composé au moment à cette période de basculement historique où la science du judaïsme est transplantée de Babylonie et d'Afrique du nord en Europe et aurait pu donner lieu à des errements doctrinaux, l'Aroukh insistait sur l'importance de préserver le trésor antique des traditions rabbiniques. En ce point, il rend un service équivalent à deux autres œuvres qui lui sont contemporaines, le Sefer Ha-halachot de l'Espagnol Isaac ben Jacob Alfassi et les commentaires du Français Rachi. Ces personnalités ont toutes les trois particulièrement contribué au développement des études rabbiniques. En outre, seul l'Aroukh nous donne une connaissance de la situation intellectuelle des Juifs italiens du XIe siècle. En constatant que son auteur utilise librement la langue italienne pour résoudre des étymologies, qu'il donne le mot du langage pour décrire les objets décrits par les sciences naturelles, qu'il utilise fréquemment, à titre d'exemple, les coutumes des peuples étrangers, on peut en déduire aisément la nature des lecteurs de son époque. Les superstitions de son temps sont aussi fidèlement reproduites même si l'aube du scepticisme peut être discerné quand il remarque qu'on ne connaît ni la source ni les fondements de la magie et des amulettes ("Aruch Completum," vii. 157, s.v.).

## Influence et diffusion
L'Aroukh connaît très vite une large diffusion. Selon Alexander Kohut, Rachi a déjà pu se référer à l'Aroukh dans la seconde édition de ses commentaires. C'est Kalonymus ben Shabbettai, le fameux rabbin qui avait émigré de Rome à Worms qui lui aurait donné quelques notions de son contenu. Toutefois, Kalonymus avait quitté Rome quelque 30 ans avant l'achèvement de l'Aroukh dont il n'a pu voir que les premiers feuillets car il était en relation suivie avec Nathan. Une génération après l'époque de Rachi, l'Aroukh, est utilisé par la plupart des commentateurs de la Bible et les Tossafistes ainsi que par les juristes juifs et les grammairiens. De nombreuses copies circulent  et l'introduction de l'imprimerie accélère sa diffusion.
La première édition qui ne porte ni date ni lieu de parution est probablement publiée en 1477. En 1531, le Vénitien Daniel Bomberg publie ce qui est probablement la meilleure des anciennes éditions. Mais il a fallu attendre Alexander Kohut et son travail scientifique pour corriger toutes les altérations et mutilations qui s'étaient introduites au cours du temps. Kohut travailla sur la base des premières éditions et de sept manuscrits pour publier l'Aruch Completum en 8 volumes et un supplément (Vienne et New York, 1878-92).
Une autre preuve de la popularité de cette œuvre est donnée par les nombreux suppléments auxquels elle a donné lieu. Jusqu'au XIXe siècle, tous les lexiques rabbiniques ont été publiés sous ce nom. Le premier supplément date du XIIe siècle, certains ont encore été écrits au XIXe siècle.

## Sources
- (en) Cet article est partiellement ou en totalité issu de l’article de Wikipédia en anglais intitulé « Nathan ben Jehiel » (voir la liste des auteurs).
- Cet article contient des extraits de l'article « Nathan ben Yehiel » par Wilhelm Bacher et H. G. Enelow de la Jewish Encyclopedia de 1901–1906 dont le contenu se trouve dans le domaine public.